# O.M.A.C.
One-Man Army Corps (OMAC) è un fumetto creato da Jack Kirby e pubblicato dalla DC Comics. Ambientato nel futuro prossimo ("il mondo che sta per arrivare"), OMAC è un signor nessuno detto Buddy Blank trasformato da un satellite dotato di intelligenza artificiale, detto Fratello Occhio, nel superpotente OMAC.
OMAC lavora per l'Agenzia per la Pace Globale, un gruppo di persone senza faccia che svolge un ruolo di polizia per il mondo intero tramite l'uso di armi pacifiste.